# Montvalent
Montvalent est une commune française située dans le nord du département du Lot, en région Occitanie. Ses habitants sont les Monvalentais et les Monvalentaises.
Elle est également dans le causse de Gramat, le plus vaste et le plus sauvage des quatre causses du Quercy.
Exposée à un climat océanique altéré, elle est drainée par la Dordogne et par divers autres petits cours d'eau. Incluse dans le bassin de la Dordogne, la commune possède un patrimoine naturel remarquable : deux sites Natura 2000 (la « vallée de la Dordogne quercynoise » et les « vieux chênes des Imbards »), un espace protégé (le « cours lotois de la Dordogne ») et cinq zones naturelles d'intérêt écologique, faunistique et floristique.
Montvalent est une commune rurale qui compte 309 habitants en 2022, après avoir connu un pic de population de 1 257 habitants en 1861.  Ses habitants sont appelés les Montvalentais ou  Montvalentaises.

## Géographie
La commune est située sur le Causse de Gramat en rive gauche de la Dordogne,

### Communes limitrophes
Montvalent est limitrophe de sept autres communes.
Les communes limitrophes sont  Alvignac, Creysse, Floirac, Martel, Meyronne, Miers et Rocamadour.
| Creysse  | Martel     | Floirac  |
| Meyronne | Montvalent | Miers    |
|          | Rocamadour | Alvignac |

### Géologie et relief
La superficie de la commune est de 2 761 hectares ; son altitude varie de 95  à   322 mètres.

### Voies de communication et transports
Accès avec la route départementale RD 840 ancienne route nationale 140 entre Martel et Gramat (voir aussi ancienne route nationale 681) et avec le train en gare de Saint-Denis-près-Martel ou en gare de Rocamadour - Padirac sur la ligne Brive - Toulouse entre Floirac et Padirac la de gare de Montvalent étant fermée.

### Climat
Pour des articles plus généraux, voir Climat de l'Occitanie et Climat du Lot.
En 2010, le climat de la commune est de type climat océanique altéré, selon une étude s'appuyant sur une série de données couvrant la période 1971-2000. En 2020, Météo-France publie une typologie des climats de la France métropolitaine dans laquelle la commune est dans une zone de transition entre le climat océanique altéré et le climat de montagne ou de marges de montagne et est dans la région climatique Ouest et nord-ouest du Massif Central, caractérisée par une pluviométrie annuelle de 900 à 1 500 mm, maximale en automne et en hiver.
Pour la période 1971-2000, la température annuelle moyenne est de 12,5 °C, avec une amplitude thermique annuelle de 14,8 °C. Le cumul annuel moyen de précipitations est de 951 mm, avec 11,4 jours de précipitations en janvier et 7 jours en juillet. Pour la période 1991-2020, la température moyenne annuelle observée sur la station météorologique la plus proche, située sur la commune de Lunegarde à 22 km à vol d'oiseau, est de 12,6 °C et le cumul annuel moyen de précipitations est de 828,1 mm,. Pour l'avenir, les paramètres climatiques de la commune estimés pour 2050 selon différents scénarios d’émission de gaz à effet de serre sont consultables sur un site dédié publié par Météo-France en novembre 2022.

### Milieux naturels et biodiversité

#### Espaces protégés
La protection réglementaire est le mode d’intervention le plus fort pour préserver des espaces naturels remarquables et leur biodiversité associée,.
La commune fait partie du bassin de la Dordogne, un territoire  reconnu réserve de biosphère par l'UNESCO en juillet 2012,.
Un  autre espace protégé est présent sur la commune : 
le « cours lotois de la Dordogne », objet d'un arrêté de protection de biotope, d'une superficie de 569,6 ha.

#### Réseau Natura 2000

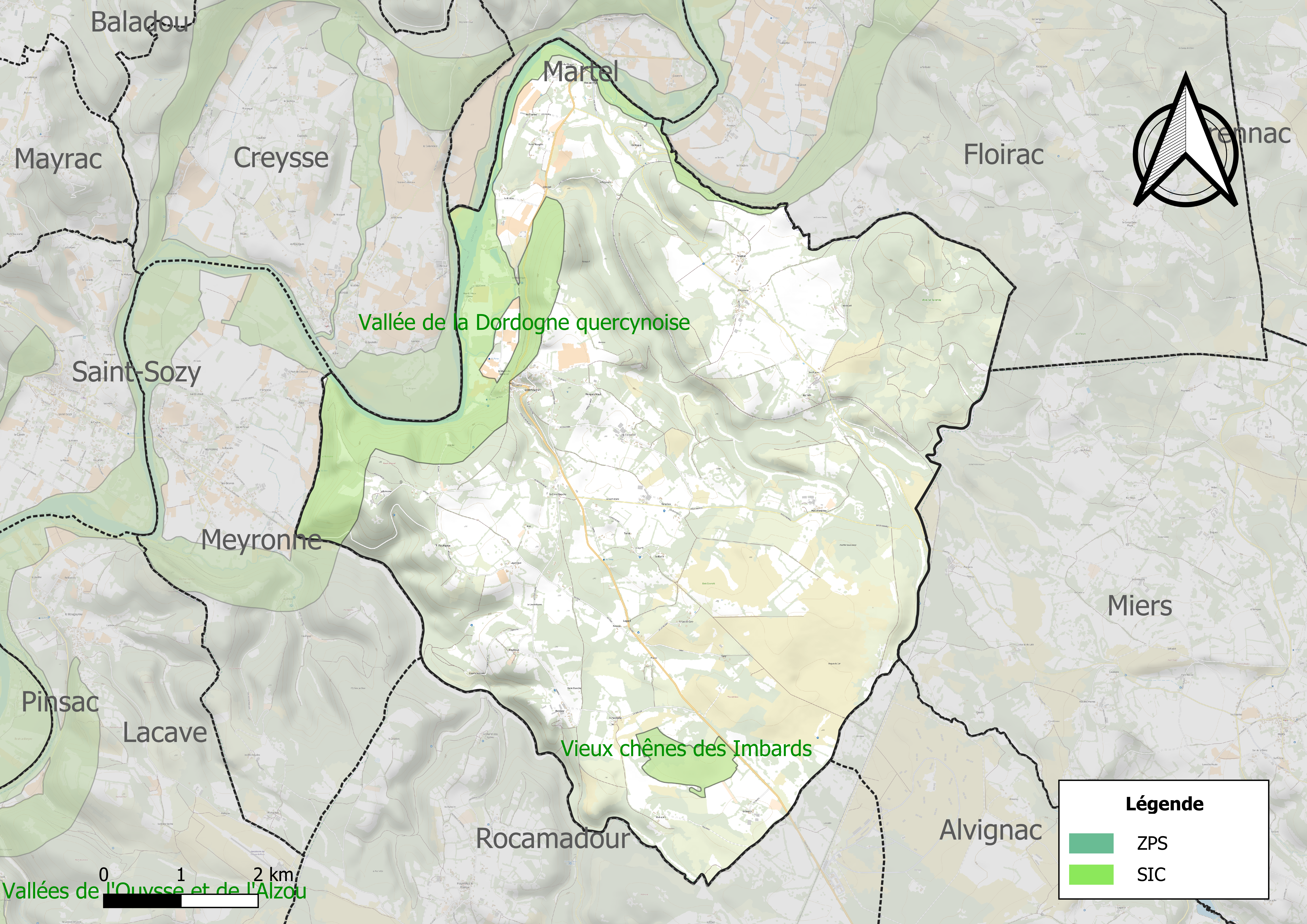
Sites Natura 2000 sur le territoire communal.

Le réseau Natura 2000 est un réseau écologique européen de sites naturels d'intérêt écologique élaboré à partir des directives habitats et oiseaux, constitué de zones spéciales de conservation (ZSC) et de zones de protection spéciale (ZPS).
Deux sites Natura 2000 ont été définis sur la commune au titre de la directive habitats :
- la « vallée de la Dordogne quercynoise », d'une superficie de 5 567 ha, qui présente des milieux aquatiques d'intérêt majeur et un important éventail des milieux alluviaux qui abritent, outre un nombre significatif d'espèces de l'annexe II, de nombreuses espèces localisées à rares aux niveaux régional ou national[16] ;
- les « vieux chênes des Imbards », d'une superficie de 33,09 ha, un site remarquable par la présence de Limoniscus violaceus, situé sur plateau calcaire (causse de Gramat)[17].

#### Zones naturelles d'intérêt écologique, faunistique et floristique
L’inventaire des zones naturelles d'intérêt écologique, faunistique et floristique (ZNIEFF) a pour objectif de réaliser une couverture des zones les plus intéressantes sur le plan écologique, essentiellement dans la perspective d’améliorer la connaissance du patrimoine naturel national et de fournir aux différents décideurs un outil d’aide à la prise en compte de l’environnement dans l’aménagement du territoire.
Trois ZNIEFF de type 1 sont recensées sur la commune :
- « la Dordogne quercynoise » (2 081 ha), couvrant 24 communes dont deux en Corrèze, deux en Dordogne et vingt dans le Lot[19], qui comprend de nombreuses espèces déterminantes (soixante-six  animales et cinquante végétales) ;
- les « pelouses sèches et bois de la partie Nord du causse de Gramat et rivière souterraine de Padirac » (3 605 ha), couvrant 10 communes du département[20],
- les « rocher Sainte-Marie, puech d'Aussel, vallon du Limon et combes tributaires » (369 ha), couvrant 3 communes du département[21] ;

et deux ZNIEFF de type 2, : 
- le « plateau et bassin d'alimentation du système karstique de Padirac » (10 133 ha), couvrant 11 communes du département[22] ;
- la « vallée de la Dordogne quercynoise » (8 758 ha), couvrant 28 communes[Note 4] : deux en Corrèze, deux en Dordogne et vingt-quatre dans le Lot[23].

Cartes des ZNIEFF de type 1 et 2 à Montvalent.
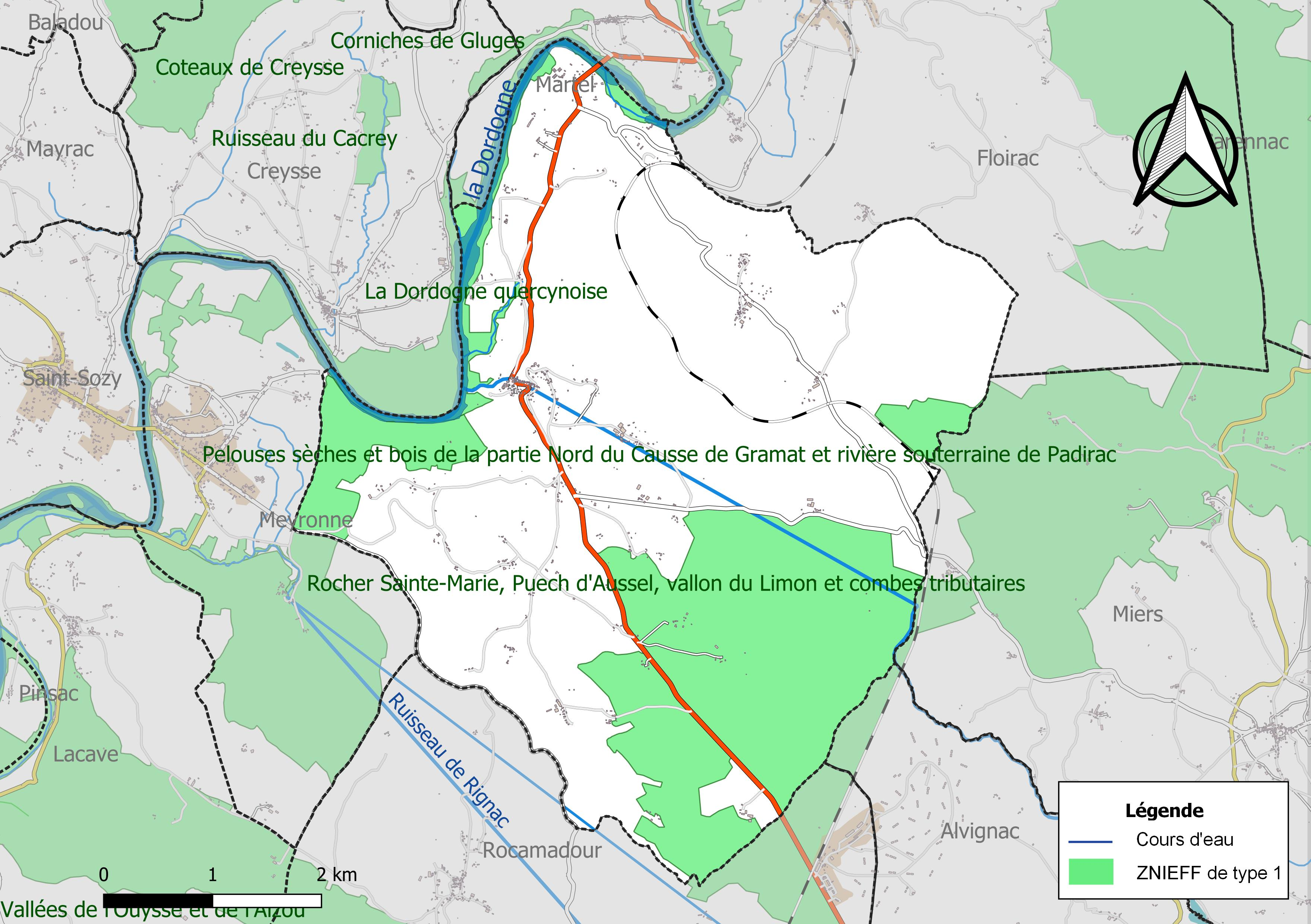
Carte des ZNIEFF de type 1 sur la commune.
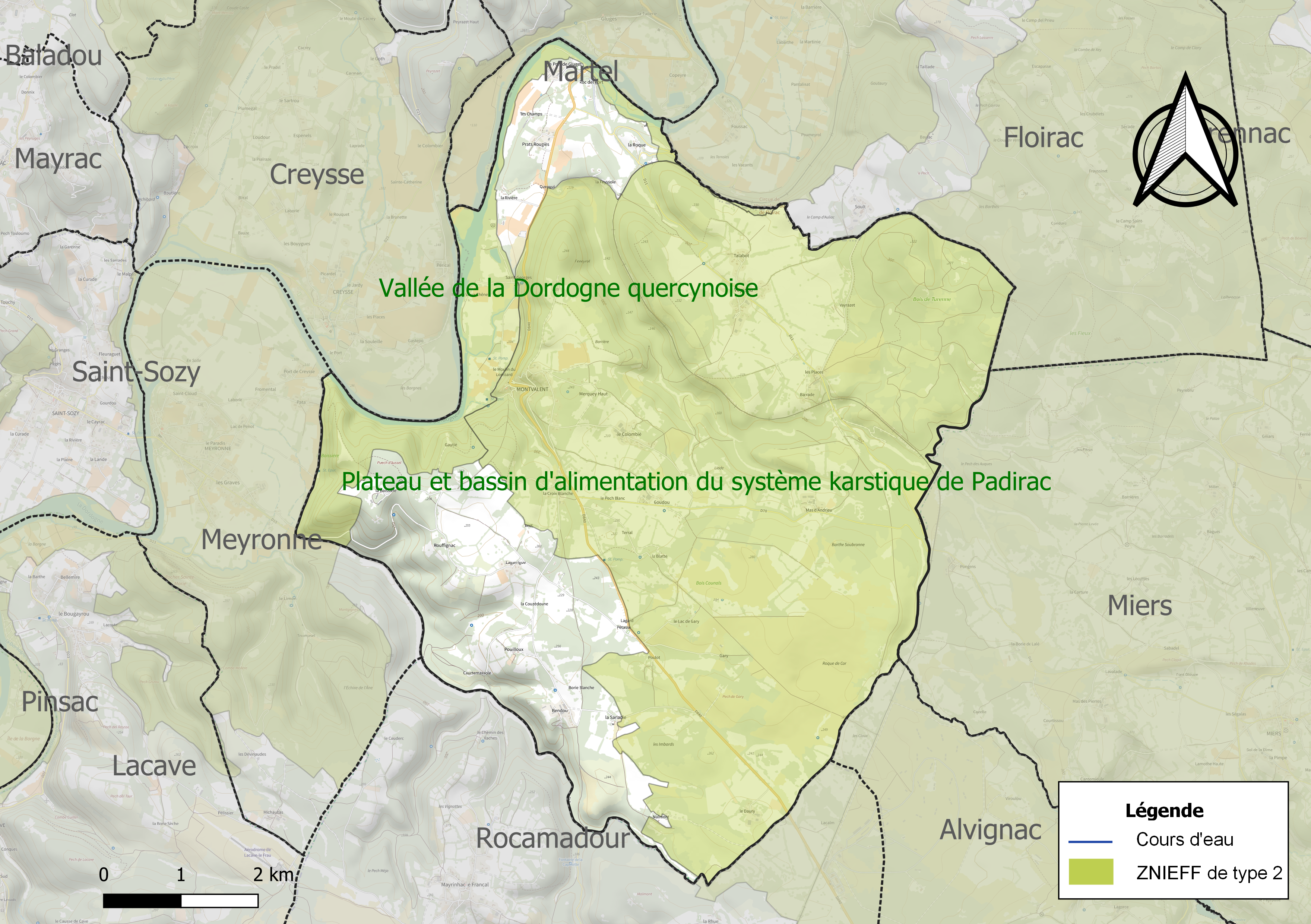
Carte des ZNIEFF de type 2 sur la commune.

## Urbanisme

### Typologie
Au 1er janvier 2024, Montvalent est catégorisée commune rurale à habitat très dispersé, selon la nouvelle grille communale de densité à sept niveaux définie par l'Insee en 2022.
Elle est située hors unité urbaine et hors attraction des villes,.

### Occupation des sols
L'occupation des sols de la commune, telle qu'elle ressort de la base de données européenne d’occupation biophysique des sols Corine Land Cover (CLC), est marquée par l'importance des forêts et milieux semi-naturels (66,5 % en 2018), en diminution par rapport à 1990 (68,9 %). La répartition détaillée en 2018 est la suivante : 
milieux à végétation arbustive et/ou herbacée (38,9 %), forêts (27,6 %), zones agricoles hétérogènes (23,9 %), prairies (7,1 %), eaux continentales (2 %), terres arables (0,4 %). L'évolution de l’occupation des sols de la commune et de ses infrastructures peut être observée sur les différentes représentations cartographiques du territoire : la carte de Cassini (XVIIIe siècle), la carte d'état-major (1820-1866) et les cartes ou photos aériennes de l'IGN pour la période actuelle (1950 à aujourd'hui).

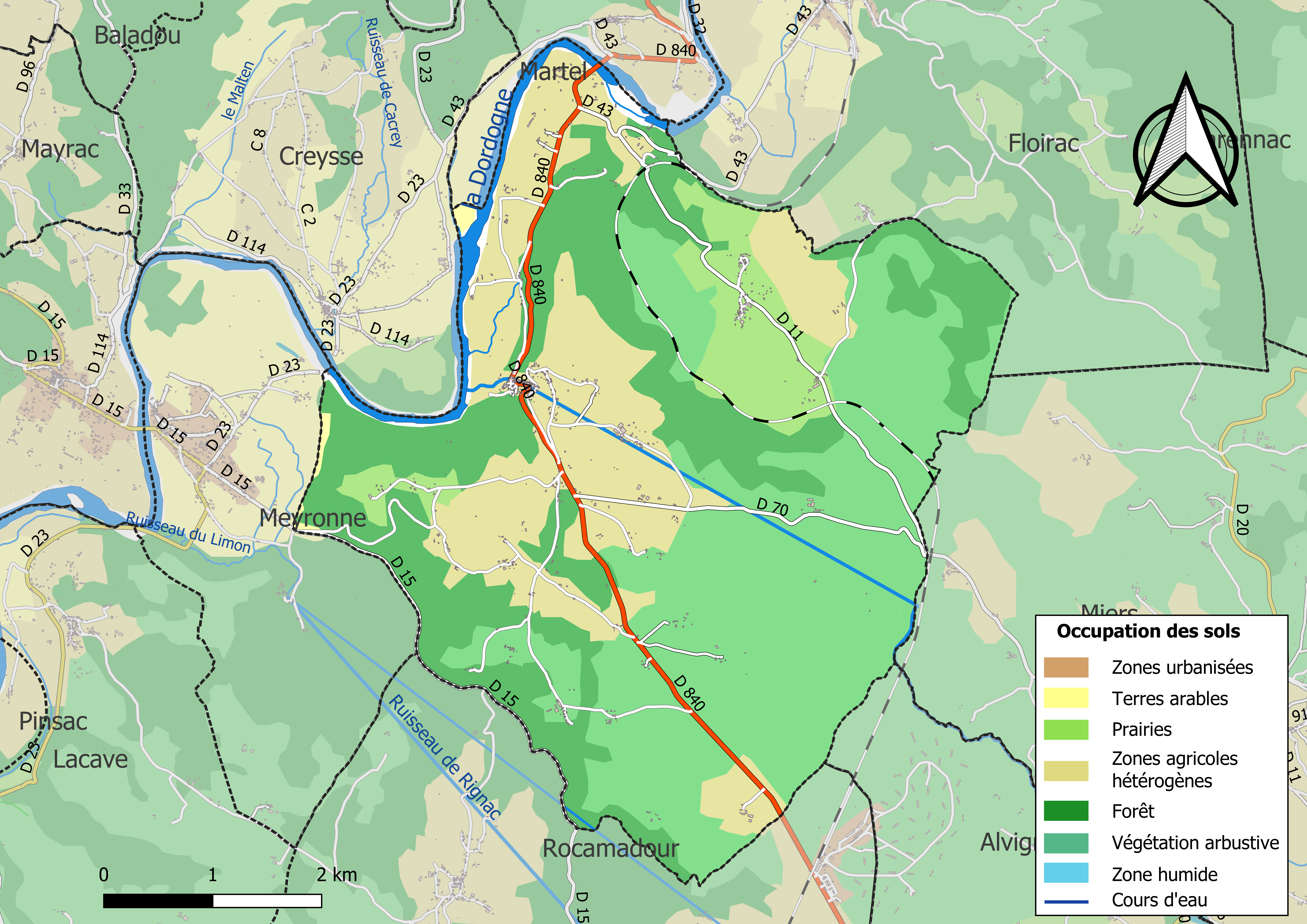
Carte des infrastructures et de l'occupation des sols de la commune en 2018 (CLC).

### Risques majeurs
Le territoire de la commune de Montvalent est vulnérable à différents aléas naturels : météorologiques (tempête, orage, neige, grand froid, canicule ou sécheresse), inondations, feux de forêts, mouvements de terrains et séisme (sismicité très faible). Il est également exposé à deux risques technologiques,  le transport de matières dangereuses et la rupture d'un barrage. Un site publié par le BRGM permet d'évaluer simplement et rapidement les risques d'un bien localisé soit par son adresse soit par le numéro de sa parcelle.

#### Risques naturels
Certaines parties du territoire communal sont susceptibles d’être affectées par le risque d’inondation par débordement de cours d'eau, notamment la Dordogne et La cartographie des zones inondables en ex-Midi-Pyrénées réalisée dans le cadre du XIe Contrat de plan État-région, visant à informer les citoyens et les décideurs sur le risque d’inondation, est accessible sur le site de la DREAL Occitanie. La commune a été reconnue en état de catastrophe naturelle au titre des dommages causés par les inondations et coulées de boue survenues en 1982, 1989, 1992, 1993 et 1999,.
Montvalent est exposée au risque de feu de forêt. Un plan départemental de protection des forêts contre les incendies a été approuvé par arrêté préfectoral le 30 novembre 2015 pour la période 2015-2025. Les propriétaires doivent ainsi couper les broussailles, les arbustes et les branches basses sur une profondeur de 50 mètres, aux abords des constructions, chantiers, travaux et installations de toute nature, situées à moins de 200 mètres de terrains en nature
de bois, forêts, plantations, reboisements, landes ou friches. Le brûlage des déchets issus de l’entretien des parcs et jardins des ménages et des collectivités est interdit. L’écobuage est également interdit, ainsi que les feux de type méchouis et barbecues, à l’exception de ceux prévus dans des installations fixes (non situées sous couvert d'arbres) constituant une dépendance d'habitation.

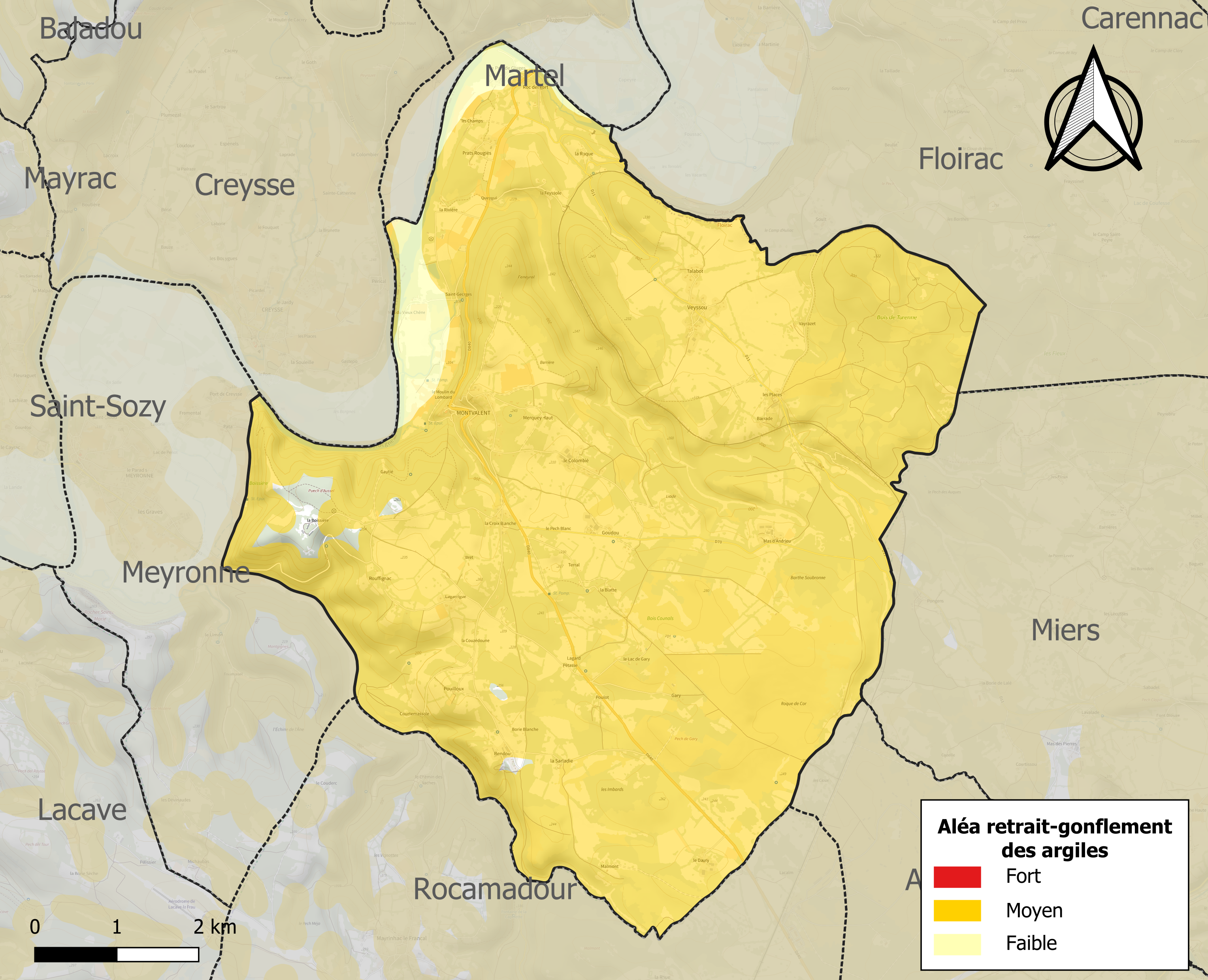
Carte des zones d'aléa retrait-gonflement des sols argileux de Montvalent.

Les mouvements de terrains susceptibles de se produire sur la commune sont des affaissements et effondrements liés aux cavités souterraines (hors mines), des éboulements, chutes de pierres et de blocs et des tassements différentiels. Par ailleurs, afin de mieux appréhender le risque d’affaissement de terrain, l'inventaire national des cavités souterraines permet de localiser celles situées sur la commune.
Le retrait-gonflement des sols argileux est susceptible d'engendrer des dommages importants aux bâtiments en cas d’alternance de périodes de sécheresse et de pluie. 95,8 % de la superficie communale est en aléa moyen ou fort (67,7 % au niveau départemental et 48,5 % au niveau national). Sur les 288 bâtiments dénombrés sur la commune en 2019, 278 sont en aléa moyen ou fort, soit 97 %, à comparer aux 72 % au niveau départemental et 54 % au niveau national. Une cartographie de l'exposition du territoire national au retrait gonflement des sols argileux est disponible sur le site du BRGM,.
Concernant les mouvements de terrains, la commune a été reconnue en état de catastrophe naturelle au titre des dommages causés par des mouvements de terrain en 1999 et par des glissements de terrain en 1993.

#### Risques technologiques
Le risque de transport de matières dangereuses sur la commune est lié à sa traversée par une route à fort trafic et une ligne de chemin de fer. Un accident se produisant sur de telles infrastructures est susceptible d’avoir des effets graves sur les biens, les personnes ou l'environnement, selon la nature du matériau transporté. Des dispositions d’urbanisme peuvent être préconisées en conséquence.
La commune est en outre située en aval du barrage de Saint-Étienne-Cantalès, un ouvrage de classe A disposant d'une retenue de 133 millions de mètres cubes. À ce titre elle est susceptible d’être touchée par l’onde de submersion consécutive à la rupture de cet ouvrage.

## Toponymie
Le toponyme Montvalent est basé sur le mot latin montem qui désigne un endroit élevé et sur valent qui montre sa valeur militaire et sa solidité.

## Histoire
Montvalent était le centre de la vicomté de Brassac. Il est vendu par Guillaume ou Raymond de Brassac, les derniers vicomtes, entre 1174 et 1183 au vicomte de Turenne, Raymond II.

## Politique et administration

### Administration municipale
Le nombre d'habitants au recensement de 2011 étant compris entre 100 et 499, le nombre de membres du conseil municipal pour l'élection de 2014 est de onze,.

### Rattachements administratifs et électoraux
Commune faisant partie de l'arrondissement de Gourdon de la communauté de communes Causses et Vallée de la Dordogne et du canton de Martel.

### Liste des maires
| Période | Période  | Identité                                | Étiquette | Qualité                         |
| ------- | -------- | --------------------------------------- | --------- | ------------------------------- |
| 1793    | 1794     | Léon Aubial                             |           |                                 |
| 1794    | 1796     | Bernard Delmas                          |           |                                 |
| 1796    | 1800     | Joseph Ortal                            |           |                                 |
| 1800    | 1802     | Bernard Delmas                          |           |                                 |
| 1802    | 1814     | Pierre Fouihlade                        |           |                                 |
| 1814    | 1816     | Jean Christophe Fouilhade               |           |                                 |
| 1816    | 1824     | Jean Pierre Antoine Calmels             |           |                                 |
| 1824    | 1830     | Joseph Ortal                            |           |                                 |
| 1830    | 1833     | Jean Pierre Joseph Lasserre De Larroque |           |                                 |
| 1833    | 1845     | Jean Baptiste Bissac                    |           |                                 |
| 1845    | 1848     | Léon Andral                             |           |                                 |
| 1848    | 1854     | Jean Pierre Antoine Calmels             |           |                                 |
| 1848    | 1848     | Jean Baptiste Bissac                    |           |                                 |
| 1854    | 1858     | Antoine Ortal                           |           |                                 |
| 1858    | 1870     | Ferdinand Fouilhade                     |           |                                 |
| 1870    | 1878     | Joseph Bressol                          |           |                                 |
| 1878    | 1896     | Simon Vitrac                            |           |                                 |
| 1896    | 1935     | Pierre Delmas                           |           |                                 |
| 1935    | 1945     | Robert Fage                             |           |                                 |
| 1945    | 1947     | Baptiste Mazet                          |           |                                 |
| 1947    | 1959     | Louis Isorche                           |           |                                 |
| 1959    | 1971     | Georges Verdet                          |           |                                 |
| 1971    | 1987     | André Launois                           |           |                                 |
| 1987    | 1989     | Pascal Ingrand                          |           |                                 |
| 1989    | 2001     | Olivier Negret                          |           |                                 |
| 2001    | 2008     | Xavier Pautre                           |           |                                 |
| 2008    | 2020     | Catherine Calvy                         |           |                                 |
| 2020    | En cours | Guilhem Clédel                          | Radical   | Plus jeune maire du département |

## Population et société

### Démographie
L'évolution du nombre d'habitants est connue à travers les recensements de la population effectués dans la commune depuis 1793. Pour les communes de moins de 10 000 habitants, une enquête de recensement portant sur toute la population est réalisée tous les cinq ans, les populations de référence des années intermédiaires étant quant à elles estimées par interpolation ou extrapolation. Pour la commune, le premier recensement exhaustif entrant dans le cadre du nouveau dispositif a été réalisé en 2006.

En 2022, la commune comptait 309 habitants, en évolution de +8,42 % par rapport à 2016 (Lot : +1,31 %, France hors Mayotte : +2,11 %).
| 1793 | 1800 | 1806 | 1821 | 1831 | 1836 | 1841 | 1846 | 1851 |
| ---- | ---- | ---- | ---- | ---- | ---- | ---- | ---- | ---- |
| 860  | 792  | 837  | 862  | 922  | 883  | 890  | 926  | 925  |

| 1856 | 1861  | 1866 | 1872 | 1876 | 1881 | 1886 | 1891 | 1896 |
| ---- | ----- | ---- | ---- | ---- | ---- | ---- | ---- | ---- |
| 911  | 1 257 | 888  | 851  | 806  | 795  | 766  | 712  | 676  |

| 1901 | 1906 | 1911 | 1921 | 1926 | 1931 | 1936 | 1946 | 1954 |
| ---- | ---- | ---- | ---- | ---- | ---- | ---- | ---- | ---- |
| 596  | 586  | 526  | 424  | 417  | 376  | 345  | 317  | 262  |

| 1962 | 1968 | 1975 | 1982 | 1990 | 1999 | 2006 | 2011 | 2016 |
| ---- | ---- | ---- | ---- | ---- | ---- | ---- | ---- | ---- |
| 228  | 212  | 214  | 197  | 233  | 267  | 299  | 302  | 285  |

| 2021 | 2022 | - | - | - | - | - | - | - |
| ---- | ---- | - | - | - | - | - | - | - |
| 302  | 309  | - | - | - | - | - | - | - |

| selon la population municipale des années : | 1968 | 1975 | 1982 | 1990 | 1999 | 2006 | 2009 | 2013 |
| Rang de la commune dans le département      | 163  | 134  | 240  | 163  | 143  | 142  | 149  | 157  |
| Nombre de communes du département           | 340  | 340  | 340  | 340  | 340  | 340  | 340  | 340  |

### Enseignement
Montvalent fait partie de l'académie de Toulouse.

### Activités sportives
Chasse, pétanque, randonnée pédestre…

## Économie

### Revenus
En 2018, la commune compte 139 ménages fiscaux, regroupant 278 personnes. La médiane du revenu disponible par unité de consommation est de 21 880 € (20 740 € dans le département).

### Emploi
|                | 2008  | 2013  | 2018  |
| -------------- | ----- | ----- | ----- |
| Commune        | 8,9 % | 8,9 % | 9,4 % |
| Département    | 7,3 % | 8,9 % | 9,6 % |
| France entière | 8,3 % | 10 %  | 10 %  |

En 2018, la population âgée de 15 à 64 ans s'élève à 182 personnes, parmi lesquelles on compte 81,5 % d'actifs (72,1 % ayant un emploi et 9,4 % de chômeurs) et 18,5 % d'inactifs,. En  2018, le taux de chômage communal (au sens du recensement) des 15-64 ans est inférieur à celui de la France et du département, alors qu'en 2008 la situation était inverse.
La commune est hors attraction des villes,. Elle compte 62 emplois en 2018, contre 59 en 2013 et 47 en 2008. Le nombre d'actifs ayant un emploi résidant dans la commune est de 138, soit un indicateur de concentration d'emploi de 45 % et un taux d'activité parmi les 15 ans ou plus de 62,3 %.
Sur ces 138 actifs de 15 ans ou plus ayant un emploi, 48 travaillent dans la commune, soit 35 % des habitants. Pour se rendre au travail, 85,4 % des habitants utilisent un véhicule personnel ou de fonction à quatre roues, 2,3 % les transports en commun, 2,1 % s'y rendent en deux-roues, à vélo ou à pied et 10,3 % n'ont pas besoin de transport (travail au domicile).

### Activités hors agriculture
38 établissements sont implantés  à Montvalent au 31 décembre 2019. Le tableau ci-dessous en détaille le nombre par secteur d'activité et compare les ratios avec ceux du département,.
| Secteur d'activité                                                                                        | Commune | Commune | Département |
| Secteur d'activité                                                                                        | Nombre  | %       | %           |
| --- | ------- | ------- | ----------- |
| Ensemble                                                                                                  | 38      | 100 %   | (100 %)     |
| Industrie manufacturière, industries extractives et autres                                                | 9       | 23,7 %  | (14 %)      |
| Construction                                                                                              | 6       | 15,8 %  | (13,9 %)    |
| Commerce de gros et de détail, transports, hébergement et restauration                                    | 9       | 23,7 %  | (29,9 %)    |
| Information et communication                                                                              | 1       | 2,6 %   | (1,8 %)     |
| Activités financières et d'assurance                                                                      | 2       | 5,3 %   | (2,8 %)     |
| Activités immobilières                                                                                    | 1       | 2,6 %   | (3,5 %)     |
| Activités spécialisées, scientifiques et techniques et activités de services administratifs et de soutien | 5       | 13,2 %  | (13,5 %)    |
| Administration publique, enseignement, santé humaine et action sociale                                    | 3       | 7,9 %   | (12 %)      |
| Autres activités de services                                                                              | 2       | 5,3 %   | (8,7 %)     |

Le secteur du commerce de gros et de détail, des transports, de l'hébergement et de la restauration est prépondérant sur la commune puisqu'il représente 23,7 % du nombre total d'établissements de la commune (9 sur les 38 entreprises implantées  à Montvalent), contre 29,9 % au niveau départemental.

### Agriculture
La commune est dans les causses, une petite région agricole occupant une grande partie centrale du département du Lot. En 2020, l'orientation technico-économique de l'agriculture sur la commune est l'élevage d'ovins ou de caprins.
|               | 1988 | 2000  | 2010  | 2020  |
| ------------- | ---- | ----- | ----- | ----- |
| Exploitations | 25   | 18    | 16    | 12    |
| SAU (ha)      | 893  | 1 246 | 1 899 | 1 485 |

Le nombre d'exploitations agricoles en activité et ayant leur siège dans la commune est passé de 25 lors du recensement agricole de 1988 à 18 en 2000, puis à 16 en 2010, et enfin à 12 en 2020, soit une baisse de 52 % en 32 ans. Le même mouvement est observé à l'échelle du département qui a perdu pendant cette période 60 % de ses exploitations,. La surface agricole utilisée sur la commune est restée relativement stable, passant de 893 ha en 1988 à 1485 ha en 2020. Parallèlement la surface agricole utilisée moyenne par exploitation a augmenté, passant de 36 à 124 ha.

## Culture locale et patrimoine

### Lieux et monuments
- Église Saint-Christophe. L'édifice a été inscrit au titre des monuments historiques en 1975[53]. Plusieurs objets sont référencés dans la base Palissy[53].
- Ancienne tour carrée de garde de style roman.
- La halle récemment construite avec ses grands piliers taillés dans de la pierre calcaire.

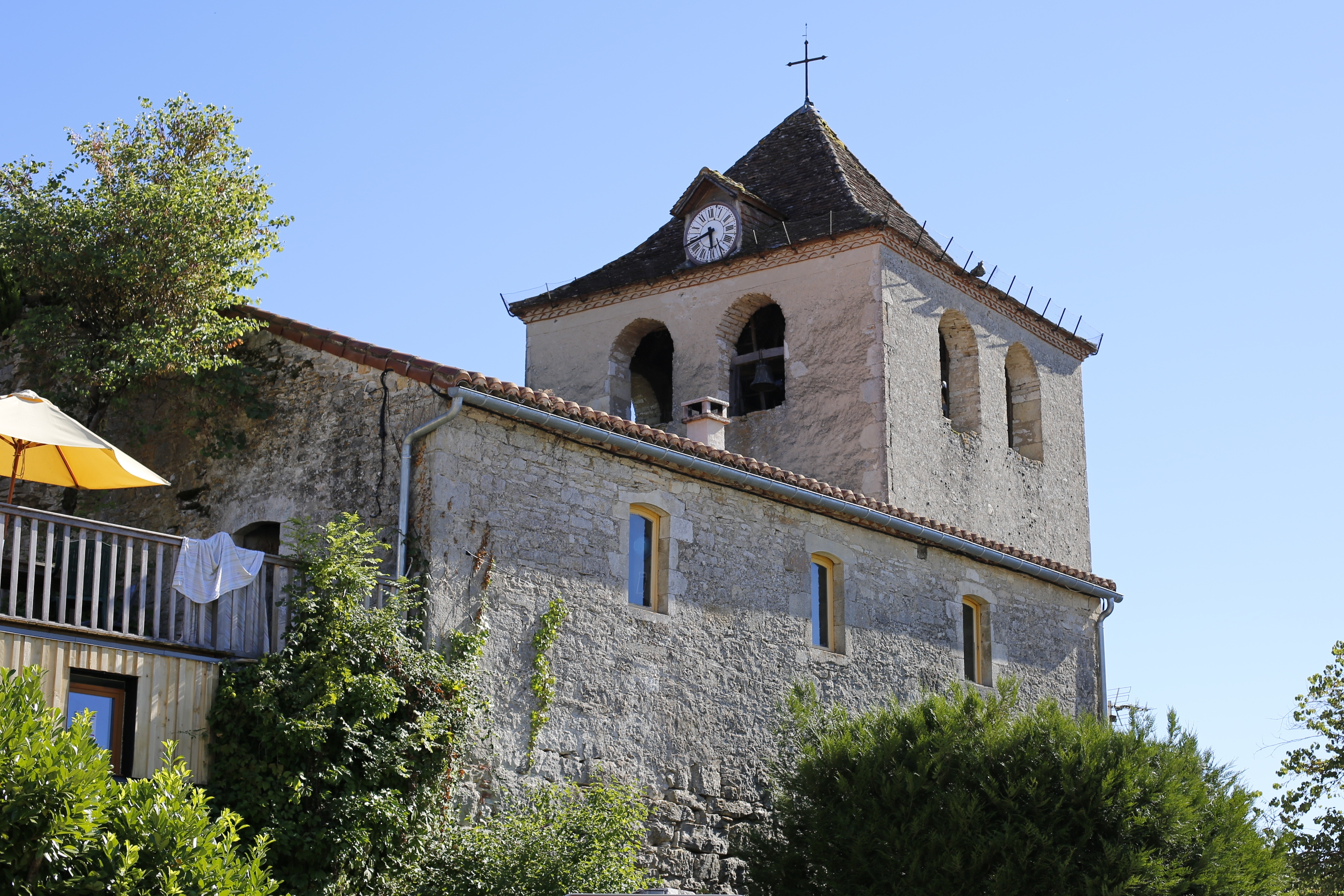
Église Saint-Christophe.
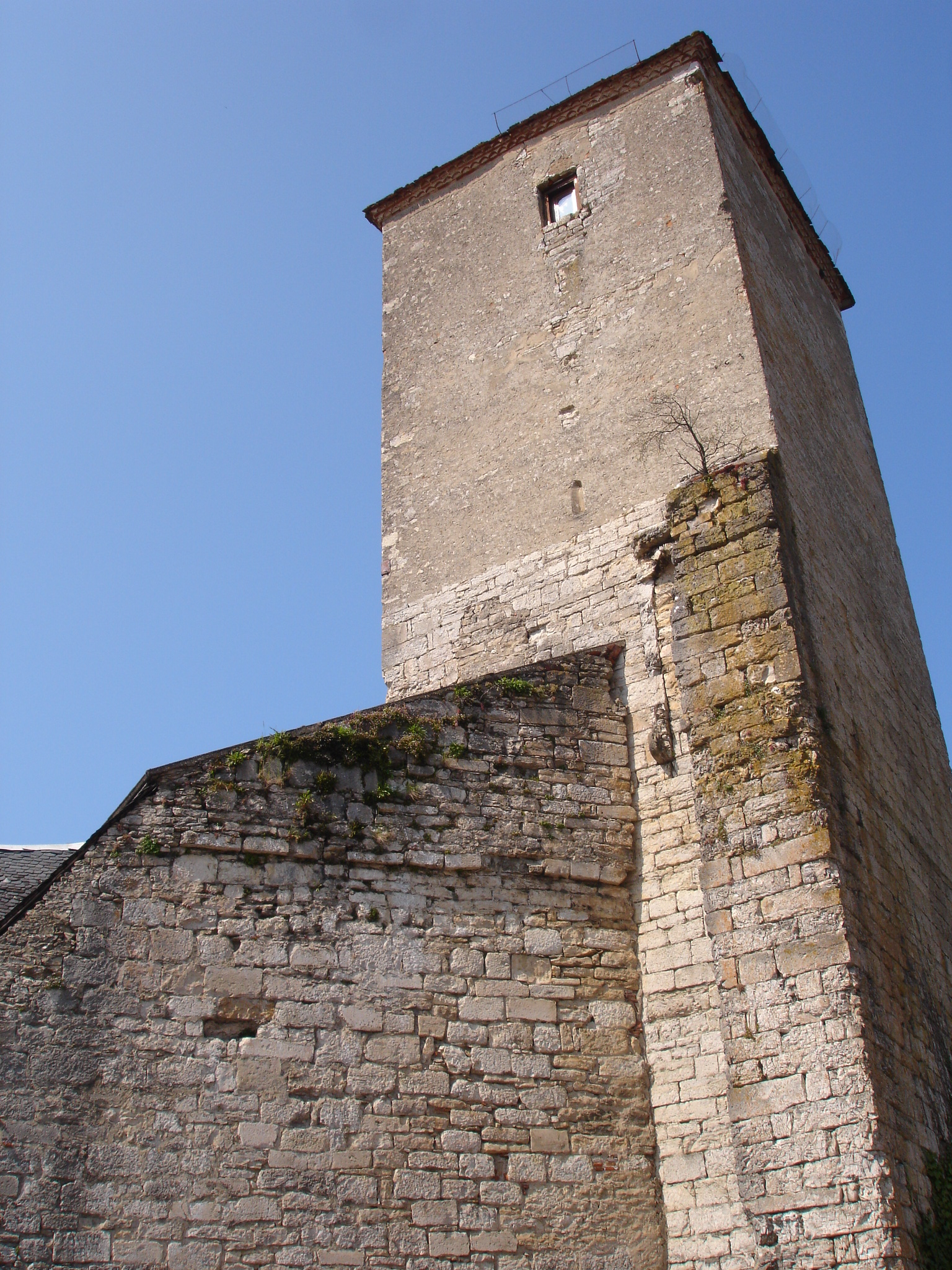
Ancienne tour de garde de Montvalent.
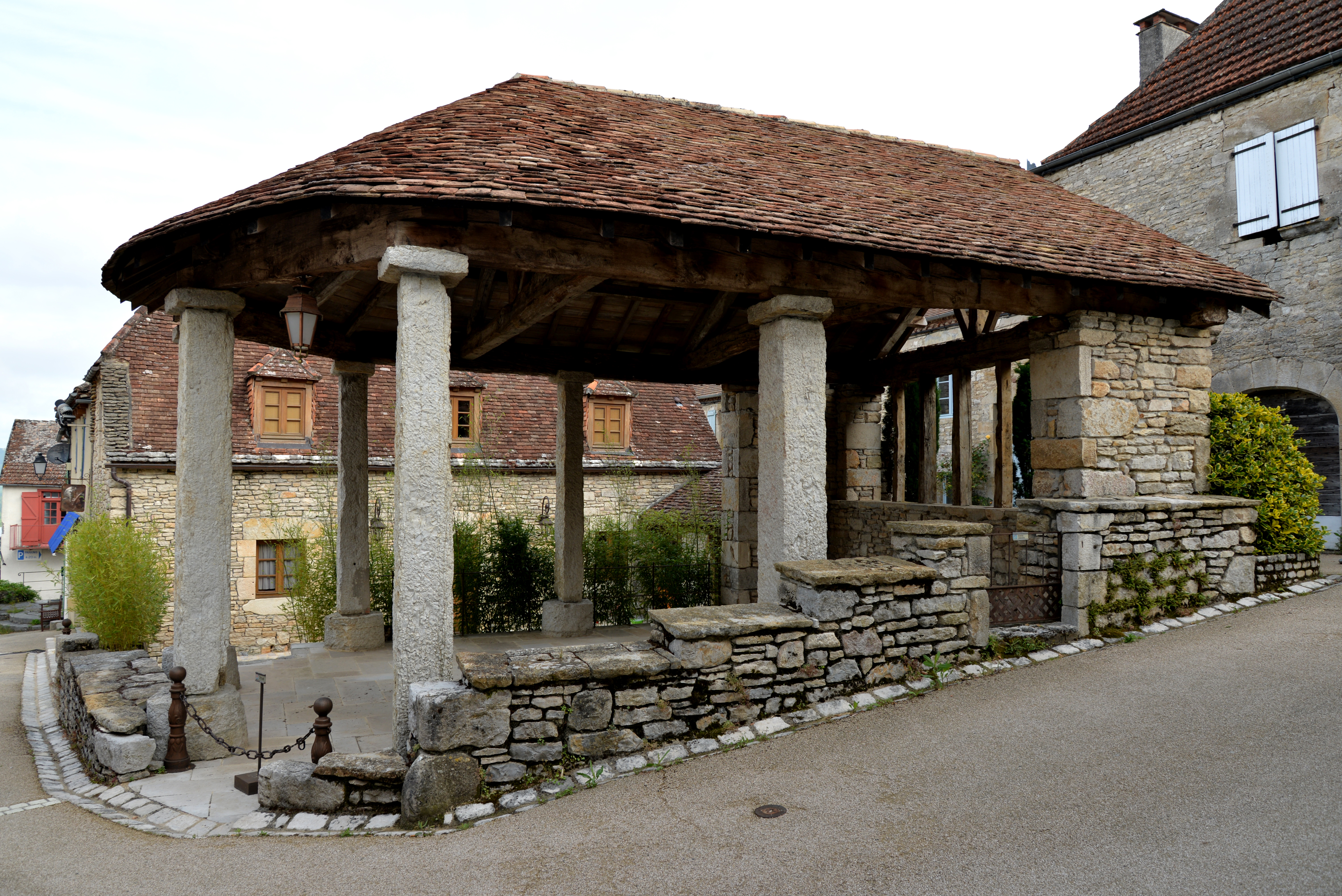
La halle.

En dehors du village
- Dolmen de Barrade.
- Dolmen de Barthe Soubronne : dolmen à vestibule avec une table de près de 4 m2 et une très belle dalle de chevet (1,80 mètre de long pour 1,10 mètre de haut).
- Dolmen des Placels : dolmen qui a conservé son tumulus.
- Sous le village, au pied des falaises, se trouvent les résurgences de la rivière du gouffre de Padirac :
  - la fontaine Saint-Georges ;
  - la fontaine de Lombard et l'émergence de la Finou.
- Le cirque de Montvalent formé par un bras de la Dordogne qui coule en bas de la vallée.

### Personnalités liées à la commune
- Pierre Verdet, écrivain, journaliste.
- Roger Pecheyrand, écrivain naturaliste
- Férit Iscan (1931-1986), artiste peintre, professeur aux Beaux-Arts de Paris.
- Guy de Lavaur qui réalise une des premières plongées souterraines à la fontaine Saint-Georges, qu'il estime être la résurgence de la rivière de Padirac.
- Pierre Ortal, né en 1846. Parti à 13 ans de Montvalent, il fonde la station balnéaire de Lacanau.